# Marcgravia williamsii
Marcgravia williamsii är en tvåhjärtbladig växtart som beskrevs av Macbride. Marcgravia williamsii ingår i släktet Marcgravia och familjen Marcgraviaceae. Inga underarter finns listade i Catalogue of Life.